# Honori IV
Honori IV (Roma, vers 1210 - mort el 3 d'abril de 1287) va ser papa de l'Església Catòlica del 1285 al 1287. De nom Giacomo Savelli, va estudiar a la Universitat de París fins que va ser nomenat rector de l'església de Berton, a la diòcesi de Norwich al Regne d'Anglaterra, país que tanmateix mai no va visitar. La Profecia de Sant Malaquies fa referència a aquest papa com a ex rosa leonina («De la rosa del lleó»), citació que fa referència a l'escut d'armes de la nissaga dels Savelli, que té una rosa portada per dos lleons.

## Biografia
Abans de la seva elecció com papa, Giacomo Savelli va tenir una notable activitat diplomàtica al servei de diversos pontífexs. La seva carrera com a legat va començar quan, el 1261, Urbà IV l'ungí cardenal diaca de Santa Maria, a Cosmedin, prefecte papal a Toscana i capità de l'exèrcit pontifici.
El 1265, sota el pontificat de Climent IV, fou un dels quatre cardenals que van investir Carles d'Anjou com a rei de Sicília. Així mateix, va ser un dels sis cardenals designats per elegir Gregori X i desbloquejar d'aquesta manera la pugna entre candidats que va mantenir la seu papal vacant durant tres anys després de la mort de Climent IV.
Amb Gregori X va participar en el XIV Concili Ecumènic, que es va celebrar el 1274 a la ciutat francesa de Lió, i amb Adrià IV va negociar al costat d'uns altres dos cardenals la coronació imperial de Rodolf d'Habsburg que es va celebrar a Roma el 1276.

### Elecció com a papa
El 2 d'abril de 1285 va ser escollit papa en una de les eleccions més ràpides de tota la història de la Santa Seu. Consagrat bisbe el 19 de maig, va ser coronat papa l'endemà, el 20 de maig.
A diferència del seu predecessor, va ser acceptat per la ciutadania romana, ja que no solament havia nascut a Roma que ja havia donat tres papes a l'Església (Benet II, Gregori II i Honori III), sinó que el seu mateix germà, Pandulf, era senador del Capitoli romà. Això li va permetre des del primer moment fixar la seva residència a Roma, primer al Vaticà i després en un palau situat al mont de l'Aventí.

### Sicília
L'edat avançada i la malaltia de gota que patia no li van impedir ocupar-se de la situació siciliana, en la qual no solament va mantenir l'excomunió i la despossessió que el seu antecessor Martí IV havia llançat sobre Pere el Gran en intervenir al regne de Sicília després de les anomenades Vespres Sicilianes i fer-s'hi coronar rei, sinó que a la mort d'aquest, l'any 1285, es va negar a reconèixer el seu primogènit Alfons III com a nou rei d'Aragó i el seu segon fill Jaume com a rei de Sicília. Va ordenar una creuada contra Aragó. Junts amb el rei de França, no va reconèixer el Tractat de Cefalù de 1285 entre Carles de Salern i Pere II el Gran.
El 1286, els va excomunicar, juntament amb els bisbes que van participar en la coronació. Jaume va respondre a l'excomunió enviant una flota que va destruir la ciutat d'Augusta.
Amb el pacte d'Oloron de 1287 s'albirava una possible solució al conflicte amb la renúncia a la corona siciliana per part de Carles de Salern, fill de Carles d'Anjou, ja traspassat, però va fracassar en declarar el papa l'acord invàlid i prohibint acords similars en el futur.
Si la qüestió siciliana impedia un acord amb Jaume, les relacions del papa amb Alfons el Franc es van afluixar gràcies a la mediació del rei Eduard I d'Anglaterra, però la mort d'Honori va provocar que les relacions amb la Corona d'Aragó no es van restablir fins a la Pau de Caltabellotta de l'any 1302, ja durant el pontificat de Bonifaci VIII.

### Altres realitzacions
Honori IV va mantenir la pau als Estats Pontificis. Va poder sotmetre el comte Guido de Montefeltro, que no volia reconèixer l'autoritat papal en els esmentats territoris, que llavors incloïen l'exarcat de Ravenna, la marca d'Ancona, el ducat de Spoleto, el comtat de Bertinoro, les terres de Matilde de Toscana i la Pentàpolis composta per les ciutats de Rimini, Pesaro, Fano, Sinigaglia i Ancona.
Com el seu predecessor va mantenir relacions amistoses amb el Sacre Imperi Romà i l'emperador Rodolf d'Habsburg, que no va arribar a coronar, malgrat la petició d'aquest, pel rebuig que va provocar a Alemanya.
Honori IV, amb els fons obtinguts del delme fixat al XIV Concili Ecumènic per fer una croada, va ser el primer papa a utilitzar les emergents cases bancàries de Florència, Siena i Pistoia, que van començar a actuar com a agents del papat en les seves relacions econòmiques i financeres.
Els dos ordes religiosos més importants, els dominicans i els franciscans, van rebre molts privilegis d'Honori IV, i van ser encarregats de la Inquisició. Va aprovar els privilegis dels carmelitans, als quals hauria permés canviar l'hàbit ratllat pel blanc, i dels ermitans augustinians. D'altra banda, el 1286 va condemnar per herètics els Germans Apostòlics.
Va promoure, amb la creació de càtedres a la Universitat de París, l'estudi de les llengües orientals, en particular de l'àrab, amb la intenció de fer una campanya per convertir musulmans i cristians ortodoxos.
El 1287 Ramon Llull (1232-1316) va viatjar cap a Roma per trobar-se amb Honori IV, però el papa va morir abans que hi arribés.
Va morir el 3 d'abril de 1287 al Palau de l'Aventí.